# Markus Weise

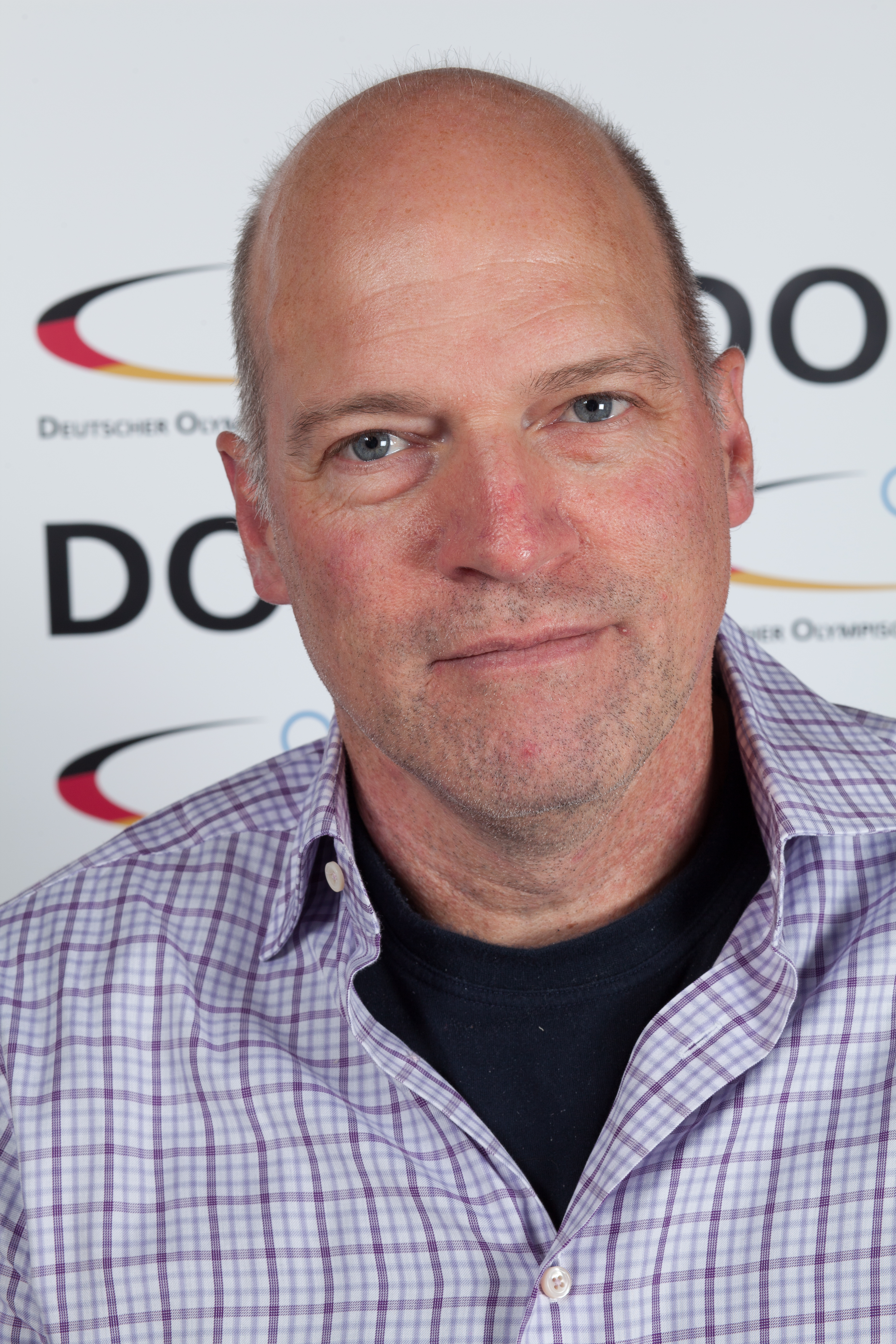
Markus Weise im Rahmen der DOSB-Trainertagung 2012 in Leipzig

Markus Weise (* 19. Dezember 1962 in Mannheim) ist ein ehemaliger deutscher Hockeytrainer. Er gewann sowohl mit der Frauen- als auch mit der Männer-Nationalmannschaft olympisches Gold. Von 2015 bis 2019 war er für den Deutschen Fußball-Bund tätig.

## Karriere
Weise begann im Alter von neun Jahren mit dem Hockeyspielen beim TSV Mannheim. Als Trainer betreute er lange die Damen-Bundesligamannschaft des TSV Mannheim. Außerdem war er Trainer der deutschen Damen-Auswahl, verschiedener Nachwuchsteams des Deutschen Hockey Bundes und auch Assistenztrainer des Herren-Nationalteams. Mit der deutschen Damen-Hockeynationalmannschaft gewann er den Olympiasieg 2004. Seit dem 6. November 2006 war er Bundestrainer der deutschen Hockeynationalmannschaft der Herren. Bei den Olympischen Spielen 2008 konnte Weise zum zweiten Mal als Trainer die Goldmedaille gewinnen. In Peking führte er die Hockeynationalmannschaft der Herren im Finale gegen Spanien zum Sieg. Bei den Olympischen Spielen 2012 in London konnte er den Erfolg mit der Herrenmannschaft wiederholen und gewann zum dritten Mal als Trainer Olympia-Gold.
Weise beendete seine Tätigkeit im November 2015, um beim Aufbau einer DFB-Akademie mitzuwirken. Das Endspiel um die Europameisterschaft in London am 29. August 2015 war das letzte als Trainer der Nationalmannschaft.
Weise beendete seine Tätigkeit beim DFB zum 31. Juli 2019 auf eigenen Wunsch. Zuletzt hatte er die Akademieabteilung „Entwicklung und Innovation“ geleitet.
Seit Oktober 2019 ist Weise Bundesstützpunkt-leiter des Deutschen Hockey-Bundes am Standort Hamburg und damit wieder zurück beim Hockey.

## Auszeichnungen
- Sportler des Jahres
  - 2004: als Trainer der deutschen Hockeynationalmannschaft der Damen
  - 2008: als Trainer der deutschen Hockeynationalmannschaft der Herren
- 2003: Auszeichnung mit dem Trainerpreis des Landessportverbandes Baden-Württemberg
- 2011: Trainer des Jahres

## Privatleben
Im Juli 2008 heiratete Weise die frühere Hockey-Nationalspielerin Britta von Livonius, mit der er zwei Töchter hat.